# Дорофеева, Виктория Александровна
Виктория Александровна Дорофеева (род. 29 февраля 2000, Воронеж) — российская профессиональная баскетболистка. Кандидат в мастера спорта.

## Карьера
Воспитанница воронежского баскетбола. В 2016 году заключила профессиональный контракт с клубом «Воронеж-СКИФ», однако дебютировать за него Дорофеевой не удалось — команда прекратила свое существование. Некоторое время выступала в АСБ за ВГИФК. На взрослом уровне впервые сыграла в женской Суперлиге за «Динамо-Фарм» из Курска. В 2018 году вместе с юниорским составом бело-голубых завоевала серебро Первенства ДЮБЛ. По итогам финальной части турнира баскетболистка была признана его лучшей разыгрывающей.
В 2019 году перешла в клуб Премьер-Лиги «Динамо» (Новосибирская область). В своем первом сезоне провела в элите десять матчей. Вместе с командой Дорофеева также дошла до полуфинала Кубка России и пробилась в «финал четырех» Восточноевропейской лиги (его решающие матчи не состоялись из-за пандемии COVID-19). Во второй год своего пребывания в «Динамо» не играла из-за травмы. Восстановившись от повреждения, разыгрывающая ушла в выступавший в Суперлиге новочеркасский «Платов». В июле 2022 года пополнила состав «Энергии» из Иванова.
В мае 2024 года после окончания сезона в Суперлиге вместе с Софией Буториной, Валерией Петровой и Екатериной Сафоновой покинула клуб после окончания контракта.